# Puchar Turcji w koszykówce kobiet
Puchar Turcji w koszykówce kobiet (tur. Basketbol Kadınlar Türkiye Kupası) – cykliczne krajowe rozgrywki sportowe, prowadzone systemem pucharowym, organizowane corocznie (co sezon) przez Turecką Federację Koszykówki dla tureckich żeńskich klubów koszykarskich. Drugie – po mistrzostwach Turcji – rozgrywki w hierarchii ważności, w tureckiej koszykówce. Rozgrywki zostały zainicjowane w 1992.

## Finały
| Miejsce    | Sezon     | Zwycięzca                | Wynik    | Finalista              |
| ---------- | --------- | ------------------------ | -------- | ---------------------- |
| Kütahya    | 1992–93   | Galatasaray              | 74 – 51  | Uniwersytet Stambulski |
| Eskişehir  | 1993–94   | Galatasaray              | 75 – 62  | Brisaspor              |
| Zonguldak  | 1994–95   | Galatasaray              | 74 – 50  | Fenerbahçe             |
| Samsun     | 1995–96   | Galatasaray              | 109 – 72 | Brisaspor              |
| Bolu       | 1996–97   | Galatasaray              | 98 – 57  | Beşiktaş               |
| Kuşadası   | 1997–98   | Galatasaray              | 76 – 63  | Urla Gençlik           |
| Balıkesir  | 1998–99   | Fenerbahçe               | 72 – 53  | Galatasaray            |
| Alanya     | 1999–2000 | Fenerbahçe               | 63 – 52  | Galatasaray            |
| Stambuł    | 2000–01   | Fenerbahçe               | 57 – 53  | Galatasaray            |
| Edirne     | 2001–02   | Botaş                    | 89 – 68  | Beşiktaş               |
| Çanakkale  | 2002–03   | Botaş                    | 75 – 69  | Erdemirspor            |
| Bursa      | 2003–04   | Fenerbahçe               | 58 – 46  | Erdemirspor            |
| Diyarbakır | 2004–05   | Fenerbahçe               | 73 – 71  | Beşiktaş               |
| Kayseri    | 2005–06   | Fenerbahçe               | 70 – 68  | Migrosspor             |
| Izmir      | 2006–07   | Fenerbahçe               | 90 – 63  | Beşiktaş               |
| Adana      | 2007–08   | Fenerbahçe               | 62 – 51  | Botaş                  |
| Kayseri    | 2008–09   | Fenerbahçe               | 63 – 60  | Galatasaray            |
| Balıkesir  | 2009–10   | Galatasaray              | 57 – 55  | Fenerbahçe             |
| Gaziantep  | 2010–11   | Galatasaray Medical Park | 68 – 53  | Tarsus Belediyespor    |
| Hatay      | 2011–12   | Galatasaray Medical Park | 76 – 72  | Fenerbahçe             |
| Antalya    | 2012–13   | Galatasaray              | 74 – 72  | Fenerbahçe             |
| Ankara     | 2013–14   | Galatasaray Odeabank     | 76 – 70  | Fenerbahçe             |
| Mersin     | 2014–15   | Fenerbahçe               | 81 – 67  | Adana ASKİ             |
| Kayseri    | 2015–16   | Fenerbahçe               | 69 – 61  | Galatasaray            |
| Izmir      | 2016–17   | Near East University     | 77 – 61  | AGÜ                    |
| Mardin     | 2017–18   | Near East University     | 86 – 79  | Hatay BŞB              |
| Şanlıurfa  | 2019      | Fenerbahçe               | 60 – 53  | Botaş                  |

## Bilans finalistów
| Klub                   | Tytuły | Wicemistrzostwa |
| ---------------------- | ------ | --------------- |
| Fenerbahçe             | 12     | 5               |
| Galatasaray            | 11     | 5               |
| Botaş                  | 2      | 2               |
| Near East University   | 2      | 0               |
| Beşiktaş               | 0      | 4               |
| Erdemirspor            | 0      | 2               |
| Brisaspor              | 0      | 2               |
| Adana ASKİ             | 0      | 2               |
| Kayseri Basketbol      | 0      | 1               |
| Hatay BŞB              | 0      | 1               |
| Uniwersytet Stambulski | 0      | 1               |
| Migrosspor             | 0      | 1               |
| Urla Gençlik           | 0      | 1               |